# Archibald Stinchcombe
Archibald  Stinchcombe  (Cudworth (South Yorkshire), 17 november 1912 - Nottingham, 3 november 1994) was een Britse ijshockeyspeler. 
Stinchcombe emigreerde vlak na zijn geboorte naar Canada waar hij in aanraking kwam met ijshockey. Als volwassenen keerde Stinchcombe terug naar het Verenigd Koninkrijk waar hij na slechts een aantal weken spelen werd geselecteerd voor de Olympische Winterspelen 1936 in het Duitse Garmisch-Partenkirchen. Stinchcombe won tijdens deze spelen de gouden medaille in het ijshockeytoernooi.
Stinchcombe werd met de Britse ploeg in 1937 en 1938 Europees kampioen.
Stinchcombe nam samen met zijn ploeggenoten van 1936 James Chappell en Gerry Davey deel aan de volgende Olympische Winterspelen in 1948 in het Zwitserse Sankt Moritz. Daar eindigde de Britse ploeg als vijfde.